# Bibiani Gold Stars FC
Der Bibiani Gold Stars Football Club, ehemals Complex Stars, ist ein 1998 gegründeter Fußballverein aus der ghanaischen Stadt Bibiani. Aktuell spielt der Verein in der ersten Liga des Landes, der Premier League.

## Erfolge
- Ghana Premier League: 2024/25

## Stadion
Der Verein trägt seine Heimspiele im Bibiani Dun’s Park in Bibiani aus. Das Stadion hat ein Fassungsvermögen von 7000 Personen.

## Trainerchronik
| Trainer        | Nation            | von              | bis              |
| -------------- | ----------------- | ---------------- | ---------------- |
| Kobina Amissah | Ghana             | 1. Oktober 2020  | 9. August 2021   |
| Michael Osei   | Ghana Deutschland | 22. August 2021  | 5. Dezember 2023 |
| Frimpong Manso | Ghana             | 6. Dezember 2023 | heute            |